# جزر تاكابونيرات

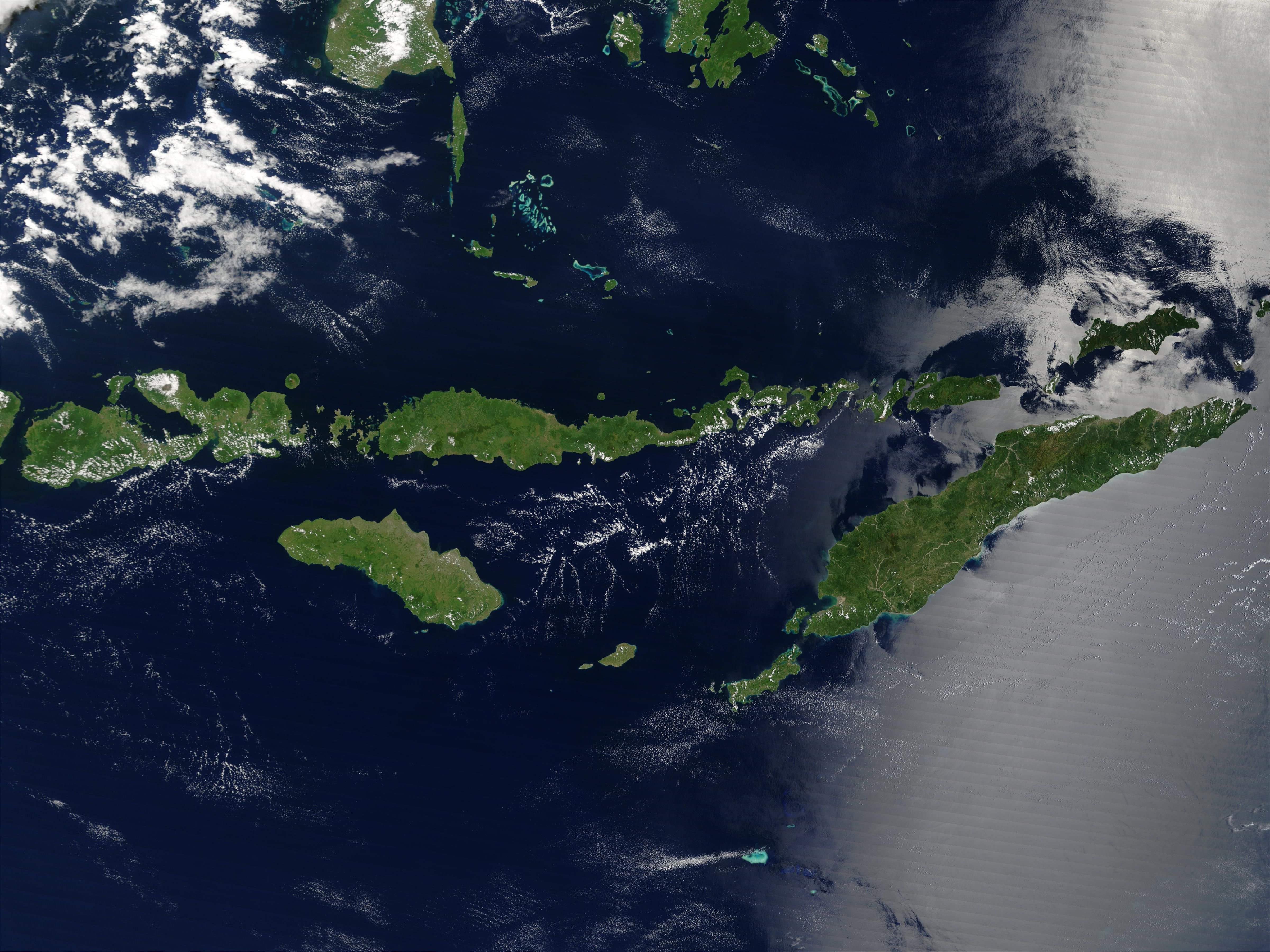

جزر تاكابونيرات الإندونيسية (تسمى أيضاً: تاكا بون راتا) تقع قرب جزر سيلايار ضمن مقاطعة سولاوسي الجنوبية وتتكون من الجزر التالية:
- باسي تيلو
- تينابو
- راجوني
- لاتوندو
- تاكا لامونغان

وتبتعد 3 إلى 4 ساعات بالقارب من بينتنغ في جزيرة سيلايار. وهي جزر من بلدية سيلايار وجزء من حديقة تاكا بون راتا البحرية الوطنية، وتحتوي على مواقع الغوص والكثير من الأسماك البحرية والدخس والسلاحف والشعاب المرجانية الناعمة ومراوح البحر. كما أنها ثالث أكبر جزيرة مرجانية في العالم.